# Jim Levenstein
James Emmanuel "Jim" Levenstein est le personnage principal de la série de films American Pie. Il est interprété par Jason Biggs.
Jim a toujours la malchance d'être au mauvais endroit au mauvais moment. Par exemple, dans le premier film, il est surpris par son père pendant qu'il se masturbe avec une tarte (d'où le nom de la série American Pie), ensuite dans American Pie 2 il est surpris par ses parents pendant qu'il fait l'amour avec une fille du collège, et finalement, dans American Pie : Marions-les !, il est surpris par ses parents et ses beaux-parents en « pleine action » avec deux chiens et Stifler.

## Apparitions

### American Pie
Jim fait un pacte avec ses amis Kevin Myers, Chris Ostreicher et Paul Finch : celui de perdre leur virginité avant qu'ils ne soient diplômés, pour ne pas arriver puceaux à l'université. Après une expérience humiliante sur Internet avec la belle étudiante tchèque Nadia, il est obligé de sortir avec Michelle Flaherty, une intello qui ne parle que du Band Camp, puisqu'elle est apparemment la seule qui n'a pas vu la vidéo de lui et Nadia à la webcam.

### American Pie 2
Jim, Kevin Myers, Chris Ostreicher et Paul Finch se réunissent de nouveau pour les vacances d'été. Kevin suggère de louer un chalet pour l'été avec les autres gars, sur un conseil de son frère. Jim ne veut absolument pas de Stifler au chalet. Malheureusement, le prix de location est trop cher pour eux quatre, Kevin a donc dû inviter ce dernier.
Jim retrouve Nadia au chalet, mais alors qu'il est à deux doigts de coucher avec elle, il se rend compte que Michelle est la fille avec qui il veut être, et part à sa recherche au Band Camp.

### American Pie: Marions-les!
Jim demande Michelle Flaherty en mariage. Jim et Michelle ne veulent pas que Stifler soit présent. Quand ce dernier apprend la nouvelle, il demande à y assister en échange de l'organisation de l'enterrement de vie de garçon de Jim. Jim est prêt à tout faire pour que son mariage soit à la perfection.

### American Pie 4
Voilà maintenant quelques années que Jim est marié à Michelle. Il a un fils nommé Evan âgé de 2 ans. Cette arrivée a quelque peu freiné les ardeurs sexuelles du couple. Jim et ses amis veulent se retrouver pour la réunion des étudiants de 1999. Stifler vient encore une fois mettre son grain de sel là-dedans. Les amis décident finalement de ne pas s'arrêter là en souhaitant se retrouver environ une fois par an.

### American Pie présente: Les Sex Commandements
Il n'apparaît pas dans le film, mais on peut voir sa signature dans la bible du sexe en 1999 à 1:04:43 minute du film.